# Dawes Act
Der General Allotment Act of 1887, auch Dawes Act genannt, war ein Bundesgesetz der Vereinigten Staaten, welches das Indianerreservatsland parzellierte.

## Entstehung

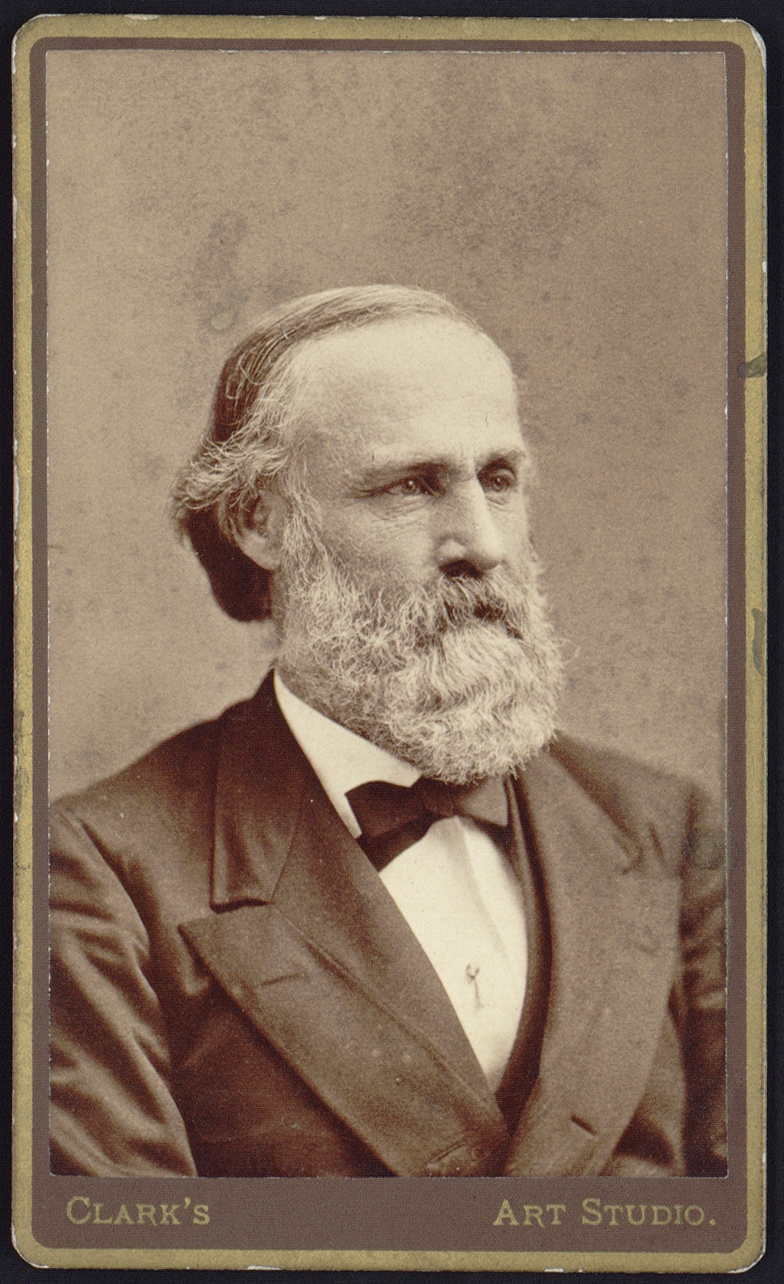
Henry L. Dawes

Schon seit 1871 hatte die Bundesregierung die Stämme der US-amerikanischen Ureinwohner verstärkt durch Gewalt und Betrug in diejenigen Gebiete („Reservate“) gezwungen, die zunächst für die weißen Siedler von geringer Bedeutung waren. Nach dem letzten Sieg der Ureinwohner in der Schlacht am Little Bighorn gegen Teile des 7. US-Kavallerie-Regiments unter Oberstleutnant George A. Custer am 25. Juni 1876 war der Höhepunkt des Widerstandes überschritten. Die Ureinwohner konnten mit ihrer Lebensweise in den ihnen aufgezwungenen Reservaten nicht überleben und wurden von Lebensmittellieferungen der US-Regierung abhängig. Aber auch der größte Teil der ihnen belassenen Gebiete sollte ihnen genommen werden.
Am 8. Februar 1887 erließ der US-Kongress den General Allotment Act („Allgemeines Landzuweisungsgesetz“). Später wurde er allgemein als Dawes Act bekannt, nach Senator Henry L. Dawes aus Massachusetts, der ihn ausgearbeitet hatte.
Die wichtigsten Bestimmungen waren:
1. Das Reservatsland wurde in 64 Hektar[1] große Flächen unterteilt und an jedes Familienoberhaupt zur alleinigen Nutzung zugeteilt. Alle unverheirateten Reservatsbewohner über 18 Jahre und minderjährige Waisen wurden mit 32 Hektar[2] belehnt, Kinder unter 18 Jahre erhielten 16 Hektar[3] und Ehefrauen gar nichts. (1891 erhielt der Dawes Act einen Zusatzartikel, nach dem diese Parzellen Agrarland sein mussten; wenn sie nur als Weideland benutzbar waren, dann wurde die Größe verdoppelt.)
2. Die US-Regierung fungierte als Treuhänder während der ersten 25 Jahre, erst danach wurden die Parzellen Eigentum der Indigenen.
3. Berechtigte Personen hatten vier Jahre Zeit, um ihr Land auszuwählen, danach wurde ihnen Land vom Secretary of the Interior zugewiesen.[4]
4. Jedem Indigenen, der eine Landzuteilung erhält, „und die Gewohnheiten des zivilisierten Lebens angenommen hat“ (das heißt unter anderem, getrennt vom Stamm zu leben, und sich vom Stamm getrennt zu haben), wurde die Staatsbürgerschaft der Vereinigten Staaten verliehen, „ohne dass das Recht eines solchen Ureinwohners auf Stammes- oder anderes Eigentum in irgendeiner Weise beeinträchtigt oder anderweitig beschränkt wird“.

Erst 1924 erhielten alle Ureinwohner mit dem Indian Citizenship Act die Staatsbürgerschaft der USA.

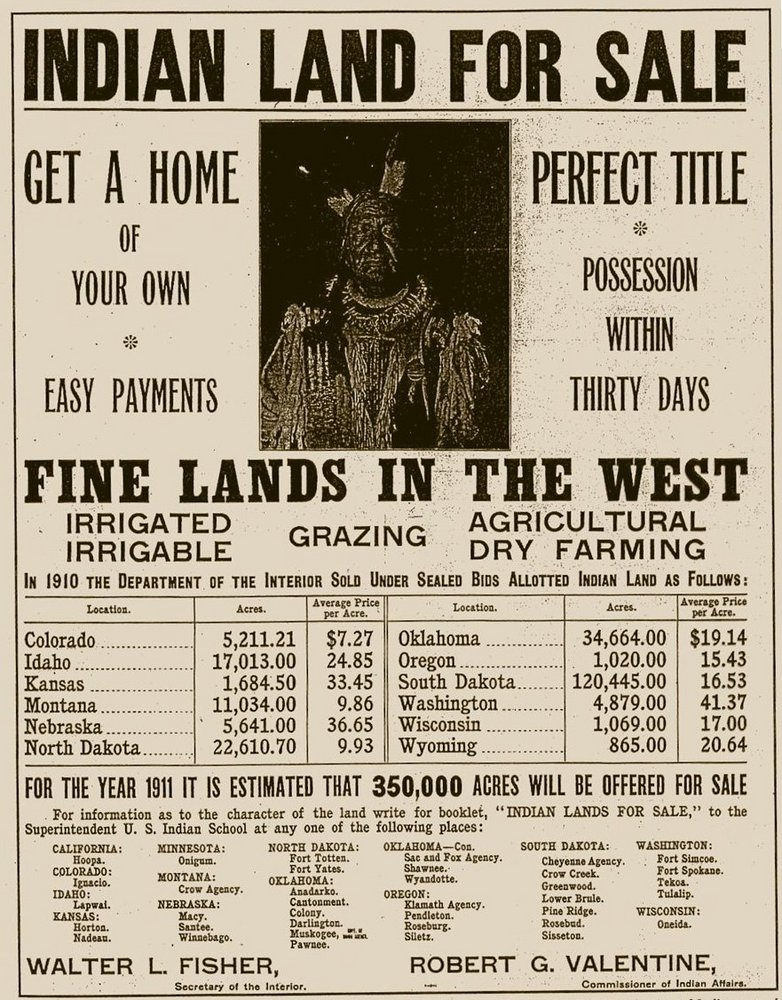
Anzeige des US-Innenministeriums mit dem Angebot „Indian Land for Sale“

Für die Indigenes war der Begriff „Privateigentum“ an Grund und Boden fremd, und sie verkauften oft aus Unkenntnis oder wirtschaftlicher Not ihr Land an weiße Siedler oder Spekulanten. Die nicht aufgeteilten Gebiete und die Parzellen, die nach dem Tod der Besitzer an den Staat fielen, wurden zu Schleuderpreisen an weiße Interessenten verkauft.
Mehrere Gruppen von Ureinwohnern wurden von den Bestimmungen des Gesetzes ausgenommen. Das Gebiet im Indianerterritorium, das die Cherokee, Muskogee, Choctaw, Chickasaw, Seminolen, Osage, Miami, Peoria, Sauk und Meskwaki bewohnten, wurde aus dem Landzuweisungsgesetz ausgeklammert. Auch die Gebiete der Seneca im Bundesstaat New York sowie der an das Sioux-Territorium angrenzende Landstrich in Nebraska wurden ausgenommen.
1893 führten Verhandlungen mit den Fünf Zivilisierten Stämmen, den Cherokee, Chickasaw, Choctaw, Muskogee und Seminolen, zu einer Ausweitung des Landzuweisungsgesetzes. Die fünf Indigenen Nationen verpflichteten sich dazu, ihre Stammesregierung abzuschaffen und staatliche und bundesstaatliche Gesetze anzuerkennen. Im Gegenzug teilte der Staat einen Teil des gemeinschaftlichen Indianerterritoriums Mitgliedern der fünf Stämme zu.

## Ziel
Das Gesetz verfolgte hauptsächlich zwei Ziele: Zum einen sollte das Gemeinschaftsgefüge der Indianer gebrochen und die Indianer somit in die amerikanische Gesellschaft integriert werden. Die Indianer sollten Farmer werden. Als solche, so die offizielle Meinung, würden sie viel weniger Land brauchen, als sie für ihre traditionelle nicht-sesshafte Lebensweise als Jäger und Sammler beanspruchten. Die Indianer selbst wehrten sich meist gegen ein Leben als Farmer, insbesondere diejenigen der nördlichen Plains. Diese sahen die Farmarbeit als unwürdig und einschränkend an. Einen weiteren Vorteil der Parzellierung sah die Regierung in dem so freigewordenen überschüssigen Land, das sie mit Gewinn an Weiße verkaufen konnte. Insgesamt verloren die Indianer dadurch 36 Millionen Hektar von insgesamt 55 Millionen Hektar im Jahre 1887, also gut zwei Drittel.
Das parzellierte Land sollte vom Bureau of Indian Affairs (BIA) so lange treuhänderisch verwaltet werden, bis die Indianer gelernt hatten, es wie Weiße zu halten, das heißt, bis aus den Indianern Farmer geworden waren. Erschwerend kam für die Indianer hinzu, dass das beste Land an Weiße verkauft wurde und sie mit zweitklassigem Land vorliebnehmen mussten. Nebst der Landparzellierung sollten weitere Maßnahmen die Indianer im Melting Pot der USA aufgehen lassen. Den Indianern sollte alles Wilde ausgetrieben und sie damit zu Weißen gemacht werden.
Die wohl verheerendste Maßnahme nebst der Parzellierung war die Errichtung von Boarding Schools. Indianerkinder wurden schon sehr früh ihrem Elternhaus und damit dem Reservatsleben entrissen und außerhalb der Reservate in Internate gesteckt. Dort war es ihnen verboten, ihre traditionelle Sprache zu sprechen oder traditionelle Zeremonien abzuhalten. Die Verantwortlichen der Internate, oft Missionare, machten sämtliche Werte, die den Kindern in ihrer traditionellen Erziehung beigebracht worden waren, verächtlich. Die Indianerkinder gerieten so in eine kulturelle Depression, die ihr ganzes zukünftiges Leben bestimmen sollte. Das Verbot der traditionellen Sprache und der Ausübung ihrer Stammes-Religion und -Zeremonien galt nicht nur für die Schüler und Schülerinnen der Boarding Schools, sondern für sämtliche in den USA lebenden Indianer.

## Folgen
Infolge des Dawes Act verkleinerte sich die Fläche der Reservate zwischen 1887 und 1932 von 138 auf 48 Millionen Acres. Das führte zu einer unbeschreiblichen Verelendung der Indianer. Später erhielten die Indianer einen kleinen Teil des verlorengegangenen Landes wieder zurück. Insgesamt wurden bis 1920 1,26 Millionen Acres an Indianer überschrieben, die zur Zeit der Parzellierung nicht in den Reservaten gelebt hatten.
Der General Allotment Act hatte aufgrund der massiven Verkleinerung des Reservatslandes zum Teil eine Aufsplittung der Reservate zur Folge. Beispielsweise wurde das große Lakota-Reservat in sechs kleinere aufgeteilt. Nicht alle Stämme waren von der Parzellierung betroffen. Diejenigen in Oklahoma und Nebraska wurden ebenso verschont wie einige wenige andere wie die Seneca und Menominee.
Dem General Allotment Act wird vor allem angelastet, dass dieses Gesetz die Folgewirkung der Vererbung nicht berücksichtigt hatte. 1906 sollte der Burke Act der Willkür der Bundesstaaten, welche oft nur die Interessen der Weißen berücksichtigten, Einhalt gebieten. In der Folge wurden die Parzellierungen vom Bund und nicht mehr von den einzelnen Bundesstaaten vorgenommen.

## Jüngste Auswirkungen
Landverpachtungen durch Indianer an Weiße haben in der Gegenwart zu brisanten Folgeerscheinungen geführt. Das BIA verwaltet die Pachteinnahmen treuhänderisch für die Indianer. 1996 reichten 500.000 Indianer eine Sammelklage gegen die US-Regierung ein, weil sie meist nur wenige Cents Pachteinnahmen vom BIA erhielten. In der Folge gaben das Innen- wie auch das Finanzministerium zu, über Jahrzehnte keine Buchhaltung über Land und Konten der Indianer geführt zu haben. Die juristische Auseinandersetzung endete am 8. Dezember 2009 mit einem Vergleich über eine Gesamtsumme von 3,4 Mrd. Dollar. 1,4 Mrd. Dollar wurden dabei direkt den Klägern zugesprochen, bis zu 2 Mrd. Dollar sind für den Wiederankauf der unter dem Dawes Act verteilten Landflächen vorgesehen. Ein Gesetz, das die Finanzierung der Gesamtsumme durch die Regierung ermöglicht, wurde von Präsident Barack Obama im Dezember 2010 unterzeichnet.